# 稚内市みどりスポーツパーク
稚内市みどりスポーツパーク（わっかないしみどりスポーツパーク）は、北海道稚内市にある複合スポーツ施設。

## 概要
カーリング、アーチェリー、剣道、柔道、野球、サッカー、パークゴルフ、室内レクリエーションなどを楽しむことが出来る総合型の施設で、2020年（令和2年）5月30日にカーリング場が開館。本館に当たるカーリング場は新築だが、武道場・多目的体育館は旧稚内大谷高等学校の校舎を一部残して改修され利用されている。

## 歴史
- 2018年（平成30年） - 着工[3]。
- 2020年（令和2年）5月30日 - 開業[3]。
- 2020年（令和2年）10月30日 - グランドオープン[4]
- 2021年（令和3年）2月7日～2月14日 - 日本カーリング選手権大会が開催され、男子は北海道コンサドーレ札幌、女子は北海道銀行フォルティウスが優勝。
- 2021年（令和3年）9月10日～9月12日 - 北京オリンピック女子カーリング世界最終予選日本代表決定戦開催[5]
- 2021年（令和3年）9月17日～9月20日 - 全農 2021 ミックスダブルスカーリング日本代表決定戦開催[6]
- 2022年（令和4年）4月12日～4月17日 - 日本車いすカーリング選手権大会 開催[7]
- 2022年（令和4年）8月10日～8月13日 - 北海道カーリングツアー大会 稚内みどりCHALLENGE CUP2022 開催
- 2022年（令和4年）12月1日～12月4日 - 第13回 全日本大学対抗カーリング選手権大会[8]
- 2023年（令和5年）2月21日～2月26日 - 第16回日本ミックスダブルスカーリング選手権大会開催
- 2023年（令和5年）8月10日～8月13日 - 北海道カーリングツアー大会 稚内みどりCHALLENGE CUP2023 開催[9]

## 施設
カーリング場（4シート）
- 観覧席：16席（1階）・180席（2階）

武道場（1階・2階）
- 柔道場
- 剣道場
- アーチェリー場
- 会議室

多目的体育館
- 人工芝
- フットサルゴール
- 野球練習用具
- 簡易パークゴルフコース
- 弓道用具
- ボルタリング

## アクセス
- JR宗谷本線 南稚内駅下車、徒歩で約12分。